# 셰넌도어 계곡

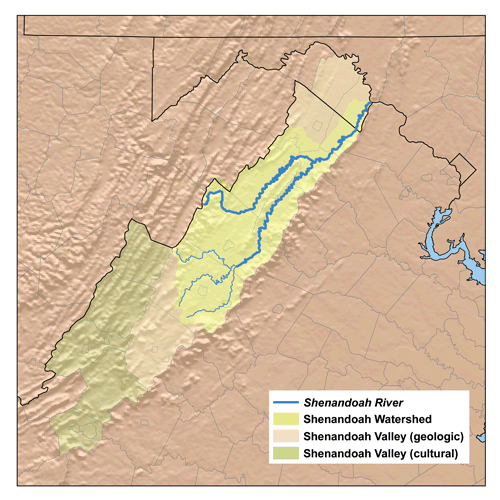
셰넌도어 계곡의 형상

셰넌도어 계곡은 버지니아주 북서쪽에 위치한 곳으로서 동쪽으로 블루리지산맥을, 서쪽으로 애팔래치아산맥과 앨러게니산맥을 끼고 윈체스터에서 스턴튼까지 뻗어 있는 계곡이다. 남북 전쟁 당시 남부동맹과 북부연방 간에 교통 요충지로서 주요 격전지가 되었던 곳이다. 유명한 룰레이 동굴 (Luray Caverns)을 비롯해서 많은 자연동굴이 있으며, 블루리지산맥에 있는 국립공원관리청의 셰넌도어 국립공원을 따라서 건설된 Skyline Drive가있다. 길이는 169 km로서 블루리지 산맥의 남쪽과 북쪽끝까지 연결하는 관광도로로서, 셰넌도어 계곡을 구경하기 가장좋은 곳이다

## 같이 보기
- 제임스 매디슨 대학교
- 셰넌도어 국립공원
- 셰넌도어 대학교
- 버지니아 군사 학교
- 워싱턴 앤드 리 대학교